# Gerrit Jan van Heuven Goedhart

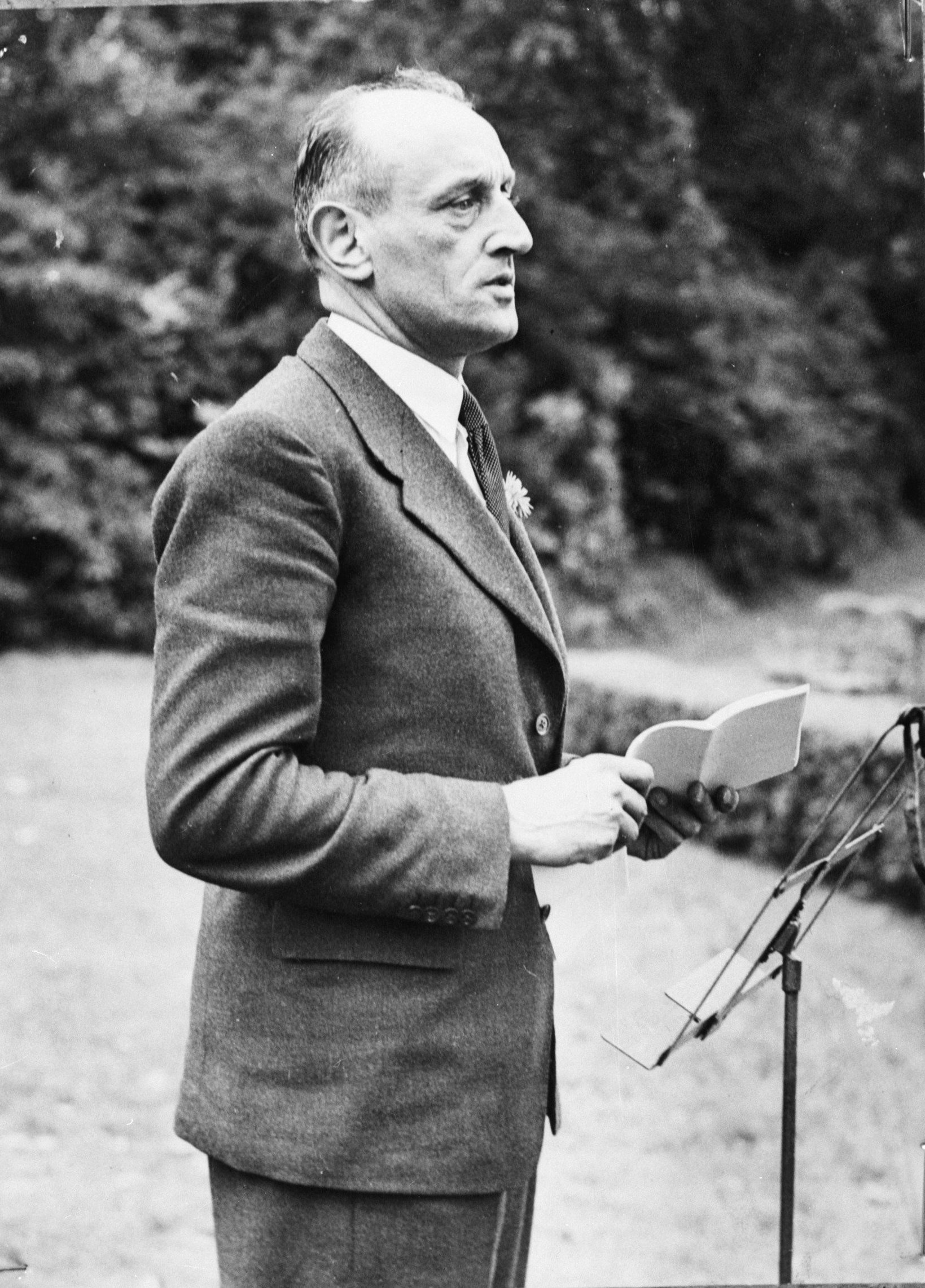
Van Heuven Goedhart, Regent’s Park London, 1944

Gerrit Jan van Heuven Goedhart (* 19. März 1901 in Bussum, Nordholland, Niederlande; † 8. Juli 1956 in Genf, Schweiz) war ein niederländischer Journalist, Politiker und Diplomat, der am 1. Januar 1951 erster Hoher Flüchtlingskommissar in der Geschichte der Vereinten Nationen wurde.

## Leben

### Studium und Aufstieg zum Chefredakteur vonDe Telegraaf
Der Sohn eines Buchhändlers studierte nach dem Schulbesuch Rechtswissenschaft an der Universität Leiden und schloss dieses Studium am 9. Juli 1926 mit der Promotion mit einer Dissertation zum Thema Die Entwicklung der Arbeitslosenversicherung in den Niederlanden („De ontwikkeling der werkloosheidsverzekering in Nederland“) ab.
Zwischenzeitlich war er bereits im Jahr 1925 Journalist bei De Telegraaf geworden und wurde nach Abschluss seines Studiums Mitglied der Chefredaktion dieser Tageszeitung. Zuletzt war er vom 1. Januar 1930 bis zum 1. Juni 1933 Chefredakteur von De Telegraaf und trug damit trotz seiner Jugend die redaktionelle Verantwortung für eine Tageszeitung, die stark durch den kommerziell verantwortlichen Herausgeber Hak Holdert dominiert wurde. Zudem fehlten ihm die journalistische Erfahrung gegenüber älteren Redaktionsmitgliedern, so dass Van Heuven Goedhart einen schwierigen Stand innerhalb der Zeitung hatte. Die daraus resultierenden Spannungen zwischen ihm und dem Herausgeber führten schließlich zu seiner Entlassung als Chefredakteur, wobei der unmittelbare Anlass dazu ein Bericht des Korrespondenten der Zeitung in Berlin, J. M. Goedemans, war, in dem es zu von ihm damals mitgetragenen sympathisierenden Aussagen über die beginnende Zeit des Nationalsozialismus kam. Nachdem sich Van Heuven Goedhart als Chefredakteur weigerte, dafür die Verantwortung zu übernehmen, entbanden die Herausgeber H. M. C. Holdert und F. H. J. Holdert den Korrespondenten von seinen Pflichten.

### Chefredakteur vonHet Utrechtsch Nieuwsbladund Gegner von Faschisten und Kommunisten
Unmittelbar darauf wurde Van Heuven Goedhart am 1. Juli 1933 Chefredakteur der in Utrecht erscheinenden Tageszeitung Het Utrechtsch Nieuwsblad und entwickelte diese Regionalzeitung in den nächsten Jahren mit beachtlichem kommerziellen und journalistischen Erfolg. Darüber hinaus engagierte er sich im niederländischen Journalistenverband De Journalist für die Interessen von Journalisten und die Pressefreiheit. Dabei führte er zur Rolle von Journalisten folgendes aus:

“Een journalist die niet innerlijk vrij is, is een luidspreker. Hij heeft alleen als ‚pick up‘ of als scheepsroeper nuttigheid. Niet als voorlichter, criticus of afnemer van verantwoordelijkheid.”

„Ein Journalist, der nicht innerlich frei ist, ist ein Lautsprecher. Er handelt nur als  ‚Pick Up‘  oder als nützliches Sprachrohr. Nicht als Aufklärer, Kritiker oder jemand, der Verantwortung übernimmt.“

Mit seinem scharfen Schreibstil kam es in dieser Zeit zur Polemik besonders gegenüber der Nationaal-Socialistische Beweging (NSB), die ihre Parteihochburg in Utrecht hatte. Van Heuven Goedharts Abkehr vom Faschismus machte ihn daher zu einem prominenten Mitglied im Komitee für die Wachsamkeit (Comité van Waakzaamheid), einem Zusammenschluss der niederländischen Intellektuellen gegen den Nationalsozialismus, und dessen Vize-Vorsitzender er später wurde. Weniger bekannt wurde allerdings seine antikommunistische Einstellung und seine Rolle in Eenheid voor Democratie, der Vereinigung der demokratischen Parteien, die 1937 mit Erfolg Massenveranstaltungen organisierte und auf diesen vor den Gefahren für die Demokratie durch NSB und die Communistische Partij van Nederland (CPN) warnte.
Am 17. Mai 1940 wurde Van Heuven Goedhart jedoch „wegen der veränderten politische Umstände“ (die Niederlande waren seit dem 15. Mai von Nazi-Deutschland besetzt) als Chefredakteur von Het Utrechtsch Nieuwsblad entlassen. Die Herausgeber der Zeitung hatten Sorge, dass die von ihm verfassten Leitartikel gegen die NSB und das Regime der NSDAP in Deutschland zu Racheakten gegen die Zeitung führen würden.

### Widerstand im Zweiten Weltkrieg und Justizminister der Exilregierung

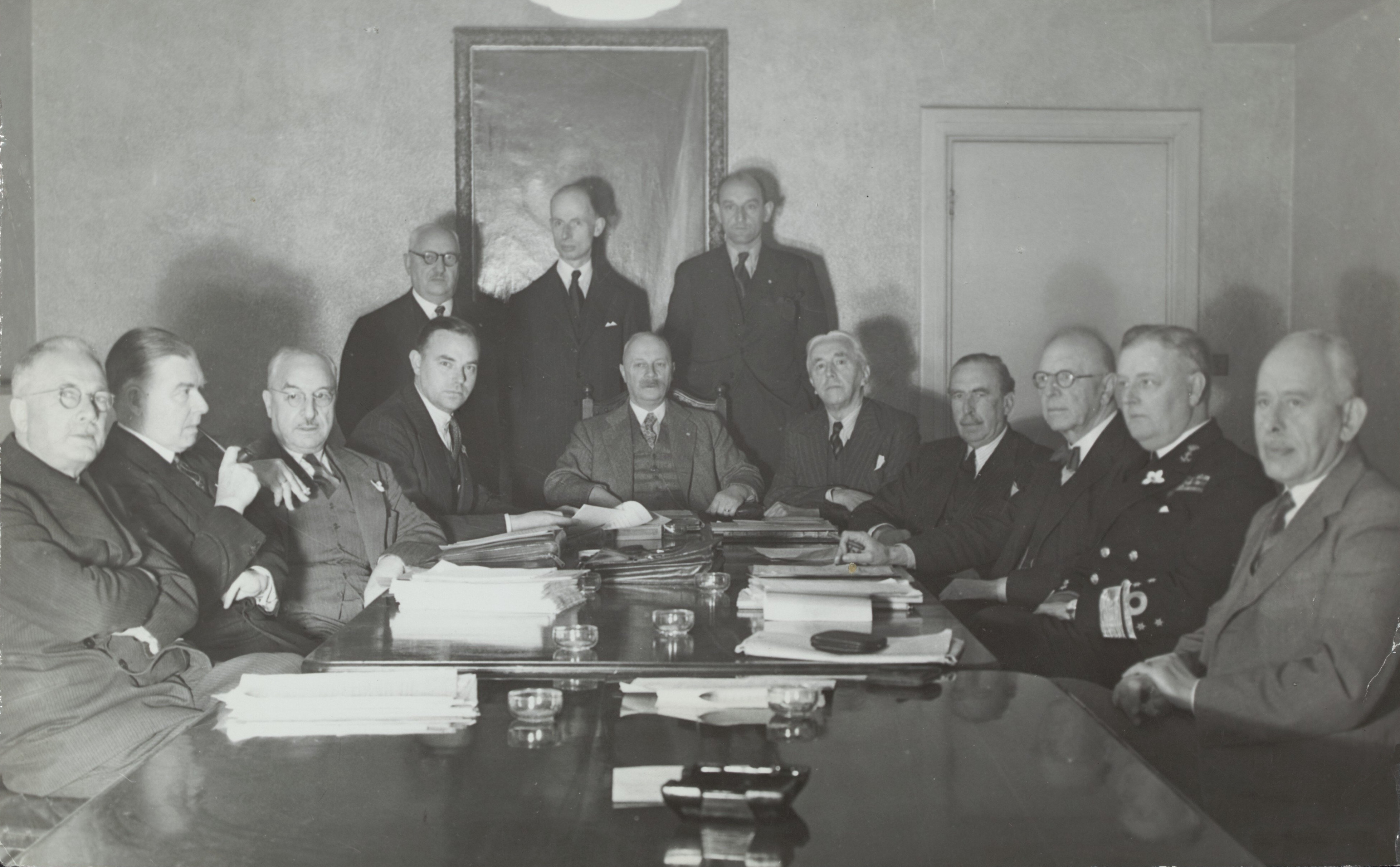
Kabinett Gerbrandy II (1944)

Beim Einmarsch der deutschen Wehrmacht während des Westfeldzugs (Fall Gelb) im Mai 1940 erwarb sich Van Heuven Goedhart Verdienste als Mitarbeiter von De Grebbecommissie, einer Organisation zur Hilfe von Kriegsopfern in der besonders umkämpften Grebbe-Linie, sowie als Berater von J. A. Ringers, der als Generalbevollmächtigter den Wiederaufbau in der Grebbe-Region um die Städte Leiden, Den Haag, Rotterdam, Dordrecht und Utrecht organisierte.
1941 nahm er Kontakt zu der Gruppe rund um die illegale Tageszeitung Het Parool auf, deren Leitung ihm zusammen mit C. H. de Groot von Herbst 1942 bis Mitte 1943 oblag. In dieser Funktion schrieb er nicht nur Artikel, sondern organisierte auch die Suche nach Schriftsetzern, Druckern und Papier sowie die Verbreitung der gedruckten Zeitung und das Sammeln von Spenden.
Am 24. April 1944 begab sich Van Heuven Goedhart nach England. Die Gruppe der illegalen Zeitung Het Parool und Vrij Nederland sowie der Widerstandsbewegung um Jonkheer Lodewijk Hendrik Nicolaas Bosch van Rosenthal erhofften sich durch die Reise, dass sich die Regierung des Vereinigten Königreichs eine bessere Einsicht in die Arbeit der niederländischen Untergrundbewegung verschaffen konnte und um ein Mandat für Jonkheer Bosch van Rosenthal als Volksvertreter für die erwartete Interimszeit nach der Befreiung von der deutschen Wehrmacht auszuhandeln. Dank seines großen Mutes und seiner Intelligenz kam er unter dem Aliasnamen „Colonel Blake“ am 17. Juni 1944 über Frankreich und Spanien in London an.
Einen Monat später wurde er am 12. Juli 1944 als Justizminister in das vom 27. Juli 1941 bis zum 23. Februar 1945 amtierende zweite Kabinett von Premierminister Pieter Sjoerds Gerbrandy berufen. In dieser Funktion gab er die Initiative zur Gründung eines Kollegiums von Vertrauensleuten, die am 2. August 1944 benannt wurden, und die Verbindung zwischen London und der besetzten Niederlande halten sollten. Um das Funktionieren dieses Kollegiums kümmerte er sich jedoch zu wenig. Allerdings brachte er den Sonderpolitikbeschluss zu Stande und förderte die gute Zusammenarbeit zwischen dem Militär und seinem Zuständigkeitsbereich innerhalb der Regierung und gehörte auch zu den drei Ministern, die für Anschläge auf das von der deutschen Wehrmacht genutzte Eisenbahnunternehmen Nederlandse Spoorwegen zuständig waren.
Als Gerbrandy am 23. Februar 1945 sein drittes Kabinett bildete, war Van Heuven Goedhart vor allem für die neu ernannten Minister der Katholieke Volkspartij aus dem befreiten Süden der Niederlande nicht länger als Justizminister annehmbar und er verlor damit rasch an Bedeutung innerhalb der Exilregierung. Die genauen Umstände für seine Nichtberufung zum Justizminister sind jedoch bis heute nicht bekannt: Zum einen können Intrigen des Nachrichtendienstes Bureau Inlichtingen eine Rolle gespielt haben, zum anderen aber auch das Verlangen Gerbrandys den Zweiten Weltkrieg mit einem homogenen Kabinett zu beenden.

### Chefredakteur vonHet Paroolund Abgeordneter
Nach der Befreiung der Niederlande von der deutschen Besatzung und seiner Rückkehr in die Niederlande war Van Heuven Goedhart anfangs freiwilliger Mitarbeiter der Stiftung für die Volkserholung (Stichting Nederlands Volksherstel) in Rhenen, ehe er am 27. August 1945 zum Chefredakteur von Het Parool ernannt wurde.
In dieser Funktion widmete er sich jedoch mehr der Verwaltungsarbeit, wobei hinzu kam, dass er bei den dort bereits vor dem Zweiten Weltkrieg tätigen Journalisten nicht sonderlich beliebt war. Ferner kam es zu einer Massenkündigung von Abonnements nachdem er sich gegen die Politik der Regierung in Niederländisch-Indien wandte. Trotz eines gewissen autoritären Führungsstils und der Volatilität bei Entscheidungen inspirierte er jedoch den Herausgeber von Het Parool dazu, eine Zeitung mit einem eigenen Gesicht und Ton zu kreieren, wie er es zuvor bereits den De Telegraaf und Het Utrechtsche Nieuwsblad getan hatte.
Während seiner Zeit als Chefredakteur widmete er sich auch wieder der Politik und wurde bereits am 6. März 1946 zum Vorsitzenden einer Kommission zur Beratung der Regierung bei staatlichen Informationen ernannt. Der Abschlussbericht der führte dazu, dass die Grundlage für eine aufdeckende, aufklärende und investigative Presse- und Informationsarbeit ohne Propaganda geschaffen wurde.
Neben der nationalen Politik befasste er sich zunehmend auch mit Fragen der internationalen Politik. Bereits 1947 war er Mitglied einer Unterkommission der Vereinten Nationen, die sich mit dem Thema Informationsfreiheit befasste.
1948 wurde er als Kandidat der Partij van de Arbeid (PvdA) zum Mitglied in die Erste Kammer der Generalstaaten gewählt und gehörte dieser bis 1950 an. Zugleich war er 1948 Leiter der niederländischen Delegation bei einer UN-Konferenz über Informationsfreiheit sowie während der siebten Sitzung des Wirtschafts- und Sozialrates der Vereinten Nationen. Darüber hinaus war er zwischen der dritten und fünften Sitzung der Generalversammlung der Vereinten Nationen Mitglied und zuletzt Vize-Vorsitzender der niederländischen Delegation.

### Erster Hoher Flüchtlingskommissar der Vereinten Nationen
Am 14. Dezember 1950 benannte die UN-Generalversammlung Gerrit Jan van Heuven Goedhart zum ersten Hohen Flüchtlingskommissar der Vereinten Nationen mit Sitz in Genf.
Diese Funktion bekleidete er offiziell vom 1. Januar 1951 bis zu seinem plötzlichen Tod am 8. Juli 1956. Dabei wurde er gegen den Widerstand der Sowjetunion 1953 in seinem Amt bestätigt. In seiner Amtszeit erwarb er sich großes Ansehen für seine Arbeit und sein Organisationstalent.
In seine Amtszeit fiel am 28. Juli 1951 die Unterzeichnung des Abkommens über die Rechtsstellung der Flüchtlinge, das als sogenannte Genfer Flüchtlingskonvention am 22. April 1954 in Kraft trat.
Zur Lösung der Flüchtlingsproblematik nach dem Zweiten Weltkrieg forderte er 1952 vehement mehr internationale Hilfe: „Ich kann gar nicht genug betonen, wie notwendig internationales Handeln ist, um das Elend der Menschen zu beenden, die in den letzten sechs oder sieben Jahren in Lagern in Mitteleuropa leben mussten“, sagte er vor dem Wirtschafts- und Sozialrat der Vereinten Nationen.
Für seine Arbeit wurde er in Vertretung für das UN-Flüchtlingskommissariat 1954 mit dem Friedensnobelpreis ausgezeichnet. Des Weiteren erhielt er 1956 neben Dorothy D. Houghton den Nansen-Flüchtlingspreis.
Nach seinem Tod wurde Felix Schnyder neuer UN-Flüchtlingskommissar.

## Veröffentlichungen
Van Heuven Goedhart verfasste darüber zahlreiche Bücher, die sich zum Teil autobiografisch mit aktuellen politischen Themen befassten. Zu seinen bekanntesten Werken gehören:
- De ontwikkeling der arbeidsbemiddeling in Nederland (Mitautor A. Roeterink, 1929)
- Onrust in het land van Masaryk (1938)
- Finland zoals ik het zag (1940)
- De reis van „Colonel Blake“ (1945)
- Over het nieuwe Nederland (1945)
- Overheidsvoorlichting. Rapport der adviescommissie overheidsbeleid inzake voorlichting, ingesteld 6 Maart 1946 (1946)
- Democratisering van de buitenlandse dienst. Rapport van mr. G.J. van Heuven Goedhart, C.D.J. Brandt, S. Davids (1947)
- Alarm in Praag. Redevoeringen gehouden te Amsterdam op 28 Februari 1948 (Mitautor K. Vorrink, 1948)

## Hintergrundliteratur
- Simon Carmiggelt, Johan Winkler: Gerrit Jan van Heuven Goedhart. Bijdragen tot een biografie (1959).[10]
- K. Peereboom: Het Parool. Van illegale nieuwsbrief tot modern dagbladbedrijf (1964).
- Jeroen Corduwener: Riemen om de kin! Biografie van mr. dr. Gerrit Jan van Heuven Goedhart (2011). Digitalisat[11][12]